# Ritratto di Ariosto
Il cosiddetto Ritratto d'uomo è un dipinto a olio su tela (81,2x66,3 cm) di Tiziano, databile al 1510 circa e conservato nella National Gallery di Londra.

## Storia
L'opera si trovava nelle collezioni di Alfonso López e poi forse in quella di van Dyck, dopo che era passato sul mercato d'arte di Amsterdam nel 1639 nella collezione di Alfonso Lòpez. Famosa nel Seicento, venne conosciuta da Rembrandt (che la citò nell'Autoritratto con camicia ricamata) e dal Sandrart.
Giunse al museo nel 1904, per acquisto dalla collezione di Lord Darnley. L'identificazione con il poeta Ariosto è basata solamente su un'incisione seicentesca, per cui va ritenuta puramente tradizionale ed è stata messa in dubbio spesso dalla critica moderna; è stato anche ritenuto possibile fosse un autoritratto dell'artista. Alcuni hanno messo in relazione con il ritratto di un gentiluomo di casa Barbarigo (Girolamo?) descritto con precisione da Giorgio Vasari («un gentiluomo da Ca' Barbarigo amico suo, che fu tenuto molto bello, essendo la somiglianza della carnagione propria e naturale, e sì ben distinti i capelli l'uno dall'altro, che si conterebbono, come anco si farebbono i punti d'un giubone di raso inargentato, che fece in quell'opera; insomma fu tenuto sì ben fatto e con tanta diligenza, che se Tiziano non vi avesse scritto in ombra il suo nome, sarebbe stato tenuto opera di Giorgione»). Girolamo di Andrea Barbarigo era il nipote del Doge Marco Barbarigo e fu eletto tra i magistrati responsabili della navigazione, nel 1509. 
Le lettere "T. V." sul parapetto vengono di solito lette come le iniziali del pittore, anche se sono analoghe alla più misteriosa sigla "V. V." che si legge in diverse opere attribuite a Giorgione, come il Ritratto Giustiniani o il Gentiluomo con un libro.
Attribuzione e datazione si basano su dati stilistici e sulle analogie con altre opere, come La Schiavona, che è conservata nello stesso museo.

## Descrizione e stile
Su uno sfondo scuro uniforme un uomo è ritratto a mezza figura con un braccio poggiato su un parapetto su cui sono incise le lettere "T. V.". Il busto è di profilo, rivolto a destra, e la testa girata verso lo spettatore di tre quarti, in una posa estremamente colloquiale e accattivante. La veste è ricca ed elegante, con la grande e gonfia manica di raso che domina, come un vero capolavoro cromatico, la rappresentazione. Notevoli sono gli effetti di virtuosismo nel comporre i riflessi del materiale (lucidi sul raso, opachi sulla pelliccia che borda il mantello nero), così come nella rappresentazione specifica e intensamente psicologica del ritratto. L'uomo ha la barba lunga e capelli neri a caschetto, un naso dritto e affilato, occhi espressivi e la bocca serrata, che sembra tradire un sentimento di dignitosa compostezza.
Il prototipo dell'opera va rintracciato sicuramente nella ritrattistica giorgionesca, anche se qui Tiziano se ne distacca, evitando la dolcezza modulata del collega e creando una figura di viva e pulsante umanità.